# NK 자그레브
NK 자그레브(NK Zagreb)는 크로아티아 자그레브의 축구 클럽 팀이다.
NK 자그레브의 전신은 1903년에 창단된 크로아티아 최초의 축구 클럽인 제1축구 체육회(Prvi Nogometni i Športski Klub, 약칭 PNIŠK)로, 크로아티아의 축구 클럽 가운데 가장 오래된 역사를 자랑한다.
NK 자그레브는 NK 디나모 자그레브와 라이벌 관계에 있으며 크로아티아의 시인 실비예 스트라히미르 크란체비치의 이름을 딴 도로인 크란체비체바 거리에 홈구장이 있기 때문에 "시인들"(Pjesnici)이라는 별칭으로도 부른다.

## 주요 경력
- 프르바 HNL: 우승 1회 (2001–02), 준우승 2회 (1992, 1993–94)
- 크로아티아 컵: 준우승 1회 (1997)
- 크로아티아 슈퍼컵: 준우승 1회 (2002)

## 역대 감독
| 감독                  | 임기        |
| --------------------- | ----------- |
| 요시프 스코블라르     | 1994        |
| 미로슬라브 블라제비치 | 2006 ~ 2008 |
| 미로슬라브 블라제비치 | 2012 ~ 2013 |
| 즐라트코 크란차르     | 불명        |